# Всесвітня виставка 2008
41°40′09″ пн. ш. 0°54′10″ зх. д. / 41.66905° пн. ш. 0.90285278° зх. д.

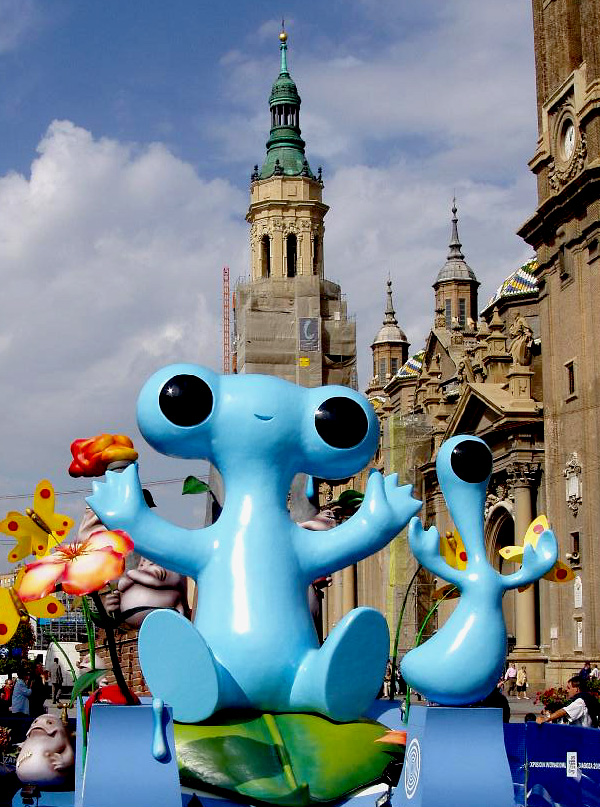
Талісман виставки «Флюві»

Expo 2008 (ісп. Exposición Internacional de 2008) — міжнародна виставка, що проходила з 14 червня по 14 вересня 2008 року у місті Сарагосі (Іспанія). Проведення виставки координувало Міжнародне бюро виставок.

## Історія
Ще 16 грудня 2004 Сарагосу обрано місцем проведення міжнародної виставки 2008 року, випередивши двох інших кандидатів: грецькі Салоніки та італійський Трієст. Арагонська Сарагоса є п'ятим за кількістю мешканців містом країни, проте найсильнішим аргументом іспанської заявки виявилася основна концепція виставки — «Вода і стійкий розвиток» (ісп. Agua y desarrollo sostenible). Її метою стало продемонструвати принципи управління водними ресурсами і екосистемами, а також потенціал взаємовигідної співпраці в області дослідження, освоєння і збереження Світового океану. Формат проведення цієї виставки відрізнявся від всесвітніх виставок суворою тематичною спрямованістю заходів (за тижнями). Час проведення даної виставки збігся з двохсотлітньою річницею оборони Сарагоси (1808 рік). Виставка стала наймасовішим явищем міста всіх часів, оскільки за час її проведення на ній побували близько 5,65 млн осіб, у тому числі 95,5% іспанців (за даними Міжнародного Бюро Експозицій).

## Квитки, логотип і талісман
Вартість одноденного квитка для дорослих становила 35 євро, на три дні — 75 євро. Тримісячний квиток, а саме стільки часу тривала виставка, коштував 210 євро. Для певних категорій осіб було запроваджено систему знижок (інваліди, особи віком понад 65 років, діти тощо). Дітям віком до 5 років вхід був безкоштовний, а для охочих відвідувати виставку у нічний період доби (вхід після 22:00) одноденний квиток коштував усього 12 євро.
Логотип і талісман, що перемогли в конкурсах за участю відомих дизайнерів і художників, є невід'ємною символікою всесвітніх спеціалізованих виставок Expo. Обидва елементи було створено з метою передачі головної ідеї Expo — дослідження, освоєння і збереження водних ресурсів планети. Отже, в основі цієї ідеї лежить один з основних елементів походження життя, — вода.
Логотип Вода і місто органічно поєднуються один з одним. Велика буква Z (у назви міста Сарагоси іспанською мовою зустрічається двічі, — Zaragoza), виконана у вигляді краплі води, обволікає слово Expo, назву міста-організатора виставки і рік її проведення. Синій і прозорий кольори (вода) комбінується з червоним і жовтим, — кольорами прапора Іспанії.
Талісман Добродушний, симпатичний, виразний і зворушливий персонаж «Флюві» — символічна крапля води, її позитивна складова, що за своєю місією покликаний представляти Expo у всьому світі. Слово «Флюві» було утворене злиттям двох латинських слів «flumen»+«vitae», що в перекладі на українську мову означає «річка життя».

## Виставковий комплекс

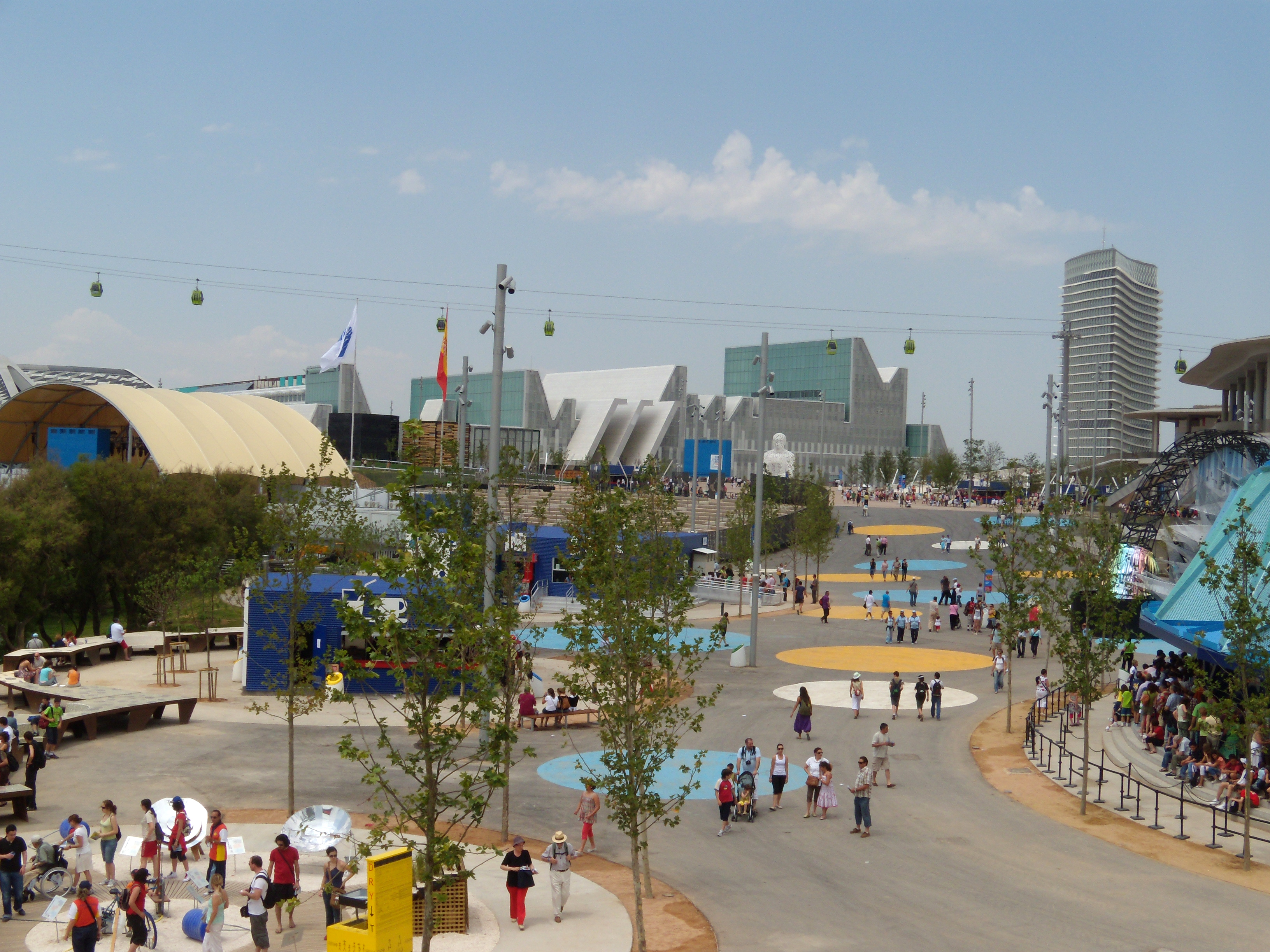
Вигляд виставкового містечка

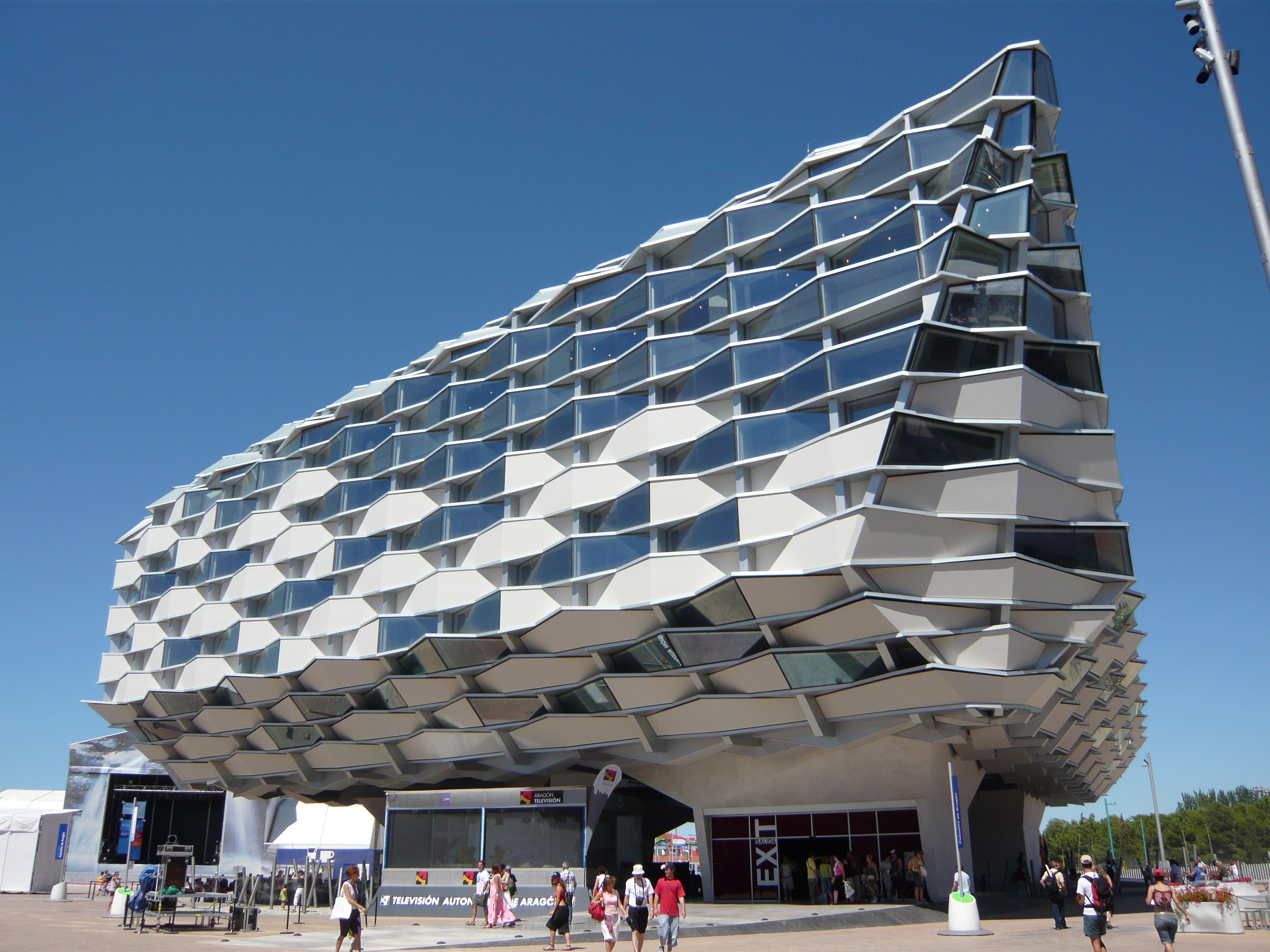
Арагонський павільйон

Виставковий комплекс (або виставкове містечко), що має площу 25 гектарів, входить до складу міського парку Води. Комплекс розташований за двадцять хвилин ходьби від центру міста та за 700 м від автобусного та залізничного вокзалів. Він сполучений з основними транспортними мережами міста.
Так зване виставкове містечко знаходиться у межах міста, на березі найповноводнішої іспанської річки — Ебро. Водна башта, Павільйон-міст, Річковий акваріум — це лише деякі споруди виставкового комплексу.
Виставкову зону було поділено на вісім територій, кожна з яких відображає різні кліматичні умови: «Сніг і лід», «Пустелі, оази і степи», «Савани і луги», «Ліси», «Тропічні сельви», «Гори і пагорби», «Великі річки і рівнини», «Острови і узбережжя». Крім того, в павільйоні кожної держави була представлена його національна кухня, запропоновані до продажу типові продукти країни.
Виставковий комплекс було забезпечено найсучаснішими технологіями, що відповідають вимогам учасників виставки: країн, підприємств і організацій. Поблизу комплексу розташовані Палац Конгресів, декілька готелів, термальний комплекс і спортивні споруди (водний канал з імітацією бурхливої води, басейни, річкові пляжі тощо).

## Учасники
Всього у виставці брали участь 108 країн, зокрема:
| Країни-учасники      | Країни-учасники          | Країни-учасники | Країни-учасники   |
| -------------------- | ------------------------ | --------------- | ----------------- |
| Німеччина            | Андорра                  | Ангола          | Антигуа і Барбуда |
| Саудівська Аравія    | Алжир                    | Аргентина       | Австрія           |
| Багамські Острови    | Барбадос                 | Бельгія         | Беліз             |
| Болівія              | Бразилія                 | Болгарія        | Кабо-Верде        |
| Камерун              | Чилі                     | КНР             | Кіпр              |
| Колумбія             | Південна Корея           | Коста-Рика      | Хорватія          |
| Куба                 | Данія                    | Домініка        | Еквадор           |
| Єгипет               | Сальвадор                | ОАЕ             | Словаччина        |
| Іспанія              | Ефіопія                  | Філіппіни       | Франція           |
| Гренада              | Греція                   | Гватемала       | Гаяна             |
| Екваторіальна Гвінея | Гаїті                    | Гондурас        | Угорщина          |
| Індія                | Індонезія                | Італія          | Ямайка            |
| Японія               | Йорданія                 | Казахстан       | Кенія             |
| Північна Македонія   | Кувейт                   | Ліван           | Литва             |
| Малайзія             | Малі                     | Мальта          | Марокко           |
| Мавританія           | Мексика                  | Монако          | Монголія          |
| Мозамбік             | Намібія                  | Непал           | Нікарагуа         |
| Нігер                | Нігерія                  | Оман            | Нідерланди        |
| Пакистан             | Палау                    | Палестина       | Панама            |
| Парагвай             | Перу                     | Польща          | Португалія        |
| Катар                | Домініканська Республіка | Румунія         | Росія             |
| Сент-Кіттс і Невіс   | Сент-Вінсент і Гренадини | Сент-Люсія      | Сенегал           |
| Сирія                | ПАР                      | Судан           | Швеція            |
| Швейцарія            | Суринам                  | Таїланд         | Танзанія          |
| Східний Тимор        | Тринідад і Тобаго        | Тонга           | Туніс             |
| Туреччина            | Україна                  | Уганда          | Уругвай           |
| Вануату              | Венесуела                | В'єтнам         | Ємен              |

## Після виставки
Після того, як 14 вересня Expo 2008 зачинила свої двері, павільйони виставки будуть перебудовані в Діловий Парк загальною площею 160 тис. м². Реалізація проекту з реконструкції павільйонів доручена компаніям «Estudio Lamela» і «Master de Ingenieria y Arquitectura», тоді як комерціалізацією внутрішніх приміщень займатимуться міжнародні консультанти Джоунс Ланг і Кінг Стердж.
Павільйони, що входять до складу будівлі «Саппорт Білдінг», зазнають реконструкції. Три павільйони Ронда, п'ять павільйонів Ебро і будівлю Автономних Регіонів також перебудують. Вони складатимуться з чотирьох поверхів, призначених для використання сторонніми компаніями. На поверхах знаходитимуться офіси, приміщення компаній, що спеціалізуються в області дозвілля, а також заклади харчування.
Проект реконструкції павільйонів передбачає будівництво ряду офісних будівель, зовнішній вигляд яких повинен відповідати Expo 2008. Проте, при будівництві будівель використовуватимуться нові архітектурні рішення, які дозволять зручно розташувати офісні приміщення. В основі офісних будівель лежить каркасна конструкція, яку використовуватимуть ряд служб павільйону. Проте зникнуть такі недовговічні елементи, як фасади, доріжки і переходи. Будівлі Ронда матимуть велику центральну вулицю, тоді як в павільйонах Ебро будуть відкриті внутрішні дворики, що дозволить природному світлу проникати в місця з недостатнім освітленням. Що стосується конструкції будівель, то в них буде встановлена щаблина з кованого заліза, призначена для споруди двох нових поверхів між двома існуючими.
Мета даного проекту полягає у зведенні до мінімуму витрат на створення нової інфраструктури після закінчення виставки. Головне завдання реконструкції павільйонів — отримати максимальну користь з існуючих архітектурних рішень і досягти максимальної універсальності будівель, що дозволить їх використання і в майбутньому.